# Ternosecco
Pour plus de détails, voir Fiche technique et Distribution.
Ternosecco est une comédie italienne réalisée par Giancarlo Giannini et sortie en 1987.

## Synopsis
Par une chaude nuit d'été, Raffaele, le vieux gérant d'une boutique de pari mutuel napolitaine, est brutalement étranglé dans son appartement. Sa fille Brigida vit à l'étage avec son mari Domenico Aniello « Capatosta », Mimì pour les intimes, célèbre pour sa capacité à traduire les rêves en chiffres à jouer. La police l'accuse du crime et Mimì se retrouve dans la prison Poggioreale, tandis que la jeune femme est prise en charge par l'avocat Parente. En prison, Mimì devient la coqueluche de Don Salvatore, un puissant camorrista, qui vit avec tout le confort en prison. Le mafieux se prend d'affection pour Domenico, le promeut comme goûteur, mais il est surtout fasciné par sa capacité à interpréter les rêves et à deviner les chiffres en prévision d'actions criminelles à accomplir.
Alors que la femme de Mimì est devenue la maîtresse de Parente, deux hommes en ville sont assassinés sur ordre du prisonnier de Poggioreale. Ses autres complices le craignent et voudraient s'emparer des papiers compromettants que Don Salvatore garde dans un coffre-fort chez lui. Puis, pour parfaire sa vengeance, don Salvatore parvient à faire sortir de prison Mimì pour espionner et effrayer les associés, qui sont impliqués dans diverses affaires illégales.
Après avoir empoisonné don Salvatore, Mimì cherche en vain les papiers du défunt, qui sont introuvables. Un à un, les associés du groupe, les grands parrains de la Camorra locale, perdent la vie, certains par noyade, d'autres dans une explosion près d'un chantier de construction pour les victimes d'un tremblement de terre, d'autres encore dans la grande chambre froide d'un orphelinat. L'affrontement final se fait contre Parente, le survivant de la bande, qui reçoit de Mimì les fameux papiers qu'il a jusqu'alors dissimulés, mais qui est tué par la femme du jeune homme, au moment où elle apprend de la bouche de son mari que c'est Parente lui-même qui a tué Papa Raffaele. Après la fusillade, Mimì se livre à la prison, d'où il revient plus vénéré et respecté qu'auparavant.

## Fiche technique
- Titre original italien : Ternosecco[1]
- Réalisateur : Giancarlo Giannini
- Scénario : Lino Jannuzzi (it)
- Photographie : Marcello Gatti
- Montage : Franco Fraticelli
- Musique : Antonio Infantino (it), Lello Fiore (it)
- Décors : 	Enzo De Camillis
- Costumes : Gino Persico
- Production : Mario et Vittorio Cecchi Gori
- Société de production : C.G. Silver Film, Reteitalia
- Pays de production :  Italie
- Langues originales : italien
- Format : Couleurs - Son mono - 35 mm
- Durée : 113 minutes
- Genre : Comédie et film de gangsters
- Dates de sortie :
  - Italie : 23 janvier 1987

## Distribution
- Giancarlo Giannini : Mimì
- Victoria Abril : Brigida
- George Gaynes : don Salvatore
- Lino Troisi : avocat Parente
- Franco Angrisano : Gargiulo
- Armando Brancia : Capece
- Gea Martire : Sœur Angela
- Ernesto Mahieux : bagnard
- Gabriella Di Luzio : chanteuse